# Chrysotus verecundus
Chrysotus verecundus är en tvåvingeart som beskrevs av Octave Parent 1933. Chrysotus verecundus ingår i släktet Chrysotus och familjen styltflugor. Inga underarter finns listade i Catalogue of Life.